# P-fenylendiamin
p-Fenylendiamin (též para-fenylendiamin, 1,4-fenylendiamin či PPD; systematický název benzen-1,4-diamin) je organická sloučenina se vzorcem C6H4(NH2)2. Je derivátem anilinu a jedná se o bezbarvou tuhou látku; často však obsahuje nečistoty vzniklé oxidací, které způsobují nažloutlé zbarvení. Používá se hlavně jako složka při výrobě polymerů a kompozitů, je také součástí některých barev na vlasy.

## Výroba
PPD se vyrábí třemi způsoby. V nejčastější metodě se nechává působit amoniak na 4-nitrochlorbenzen a vzniklý 4-aminonitrobenzen se poté hydrogenuje:
ClC6H4NO2 + 2 NH3 → H2NC6H4NO2 + NH4Cl
H2NC6H4NO2 + 3 H2 → H2NC6H4NH2 + 2 H2O
V DuPontově metodě se anilin převádí na difenyltriazin, ten dále kyselou katalýzou na 4-aminoazobenzen. Jeho hydrogenací se získá PPD.

## Použití

### Prekurzor polymerů
PPD je prekurzorem aramidových plastů a vláken, například Kevlaru. Tyto aplikace těží z dvojfunkčnosti PPD, tj. z přítomnosti dvou aminů, které umožňují spojovat molekuly do řetězu. Polymer vzniká reakcí PPD a tereftaloylchloridu. Reakce PPD s fosgenem poskytuje diisokyanát, prekurzor urethanových polymerů.

Molekulární stroktura Kevlaru; tučně je označena monomerní jednotka, čárkované čáry znázorňují vodíkové vazby.

### Barvení
PPD je složkou některých barev na vlasy. Zde je však vytlačován jinými anilinovými analogy a deriváty, například 2,5-diamino(hydroxyethyl)benzenem a 2,5-diaminotoluenem. Mezi další populární deriváty patří tetraaminopyrimidin, indoaniliny a indofenoly. Deriváty diaminopyrazolu poskytují červené a fialové barvy. V těchto aplikacích téměř bezbarvý prekurzor teprve oxiduje na samotné barvivo.

### Antioxidant gumy
PPD snadno podléhá oxidaci, proto se jeho deriváty používají jako antiozonanty (k ochraně před působením ozonu) do gumových výrobků. Na účinnost a dráždivé působení na kůži mají vliv substituenty, například naftyl nebo isopropyl.

### Fotografie
PPD se používá jako vyvolávací látka ve vývojce pro jemnozrnné zpracování černobílých filmů a barevných filmů. Reaguje s krystaly halidů stříbra ve filmu a v exponovaných místech vytváří kovové stříbro, které tvoří obraz. Derivát p-fenylendiaminu (viz CD-4 ; 4-(N-Ethyl-N-2-hydroxyethyl)-2-methylphenylenediamin síran monohydrát) se používá ve zpracovatelském procesu C-41.

## Bezpečnost
Smrtná koncentrace pro vodní živočichy je 0,028 mg/l. Podle zprávy EPA, založené na několika studiích, se u potkanů a myší chronicky vystavených prostřednictvím potravy působení PPD snižovala tělesná hmotnost, nebyly však pozorovány žádné jiné znaky toxicity. Jedna revize 31 anglicky psaných článků vydaných mezi lednem 1992 a únorem 2005, která pátrala po asociaci mezi používáním barev na vlasy a rakovinou, našla „přinejmenším jednu dobře navrženou studii s detailním vyhodnocením expozice“, která pozorovala spojení mezi používáním těchto barev a nehodgkinovským lymfomem, vícečetným myelomem, akutní leukémií a rakovinou močového měchýře, takové asociace nebyly však napříč studiemi konzistentně pozorovány. Formální meta-analýza nebyla možná vzhledem k heterogenitě hodnocení expozice v různých studiích.
CDC uvádí PPD jako kontaktní alergen. Cesty expozice jsou vdechováním, vstřebání přes kůži, požití a kontakt s kůží nebo očima. Mezi příznaky expozice patří podráždění krku (hltanu a hrtanu), průduškové astma a kontaktní dermatitida. Senzibilizace je doživotní, což může znamenat přecitlivělost na mnoho výrobků, například obarvené oděvy, různé inkousty, barvy na vlasy, obarvenou kůži a kožešinu, na různé fotografické výrobky apod. American Contact Dermatitis Society zvolila v roce 2006 PPD alergenem roku.
Otravy PPD jsou v západních zemích vzácné.